# Раджарам II
Раджарам II Бхонсле, также известный как Рамараджа (июнь 1726 — 11 декабря 1777) — шестой чхатрапати Маратхской империи и второй раджа Сатары (15 декабря 1749 — 11 декабря 1777).

## Биография
Родился в июне 1726 года в Колхапуре (Маратхская империя). Приёмный сын Шаху I (1682—1749), пятого чхатрапати Маратхской империи (1707—1749). Тарабай представила его Шаху как своего собственного внука и использовала его, чтобы захватить власть после смерти Шаху. Однако после того, как она была отстранена, она заявила, что Раджарам II был всего лишь самозванцем. Тем не менее, Пешва Баладжи Баджи Рао сохранил его в качестве титульного чатрапати маратхов. В действительности пешва и другие вожди имели всю исполнительную власть, в то время как Раджарам II был только номинальным главой.
В 1740-х годах, в последние годы жизни Шаху, Тарабай привела к нему Раджарама II. Она представила ребенка как своего внука и, следовательно, как прямого потомка Шиваджи через её мужа, чхатрапати Раджарама. Она утверждала, что он был скрыт после его рождения для его защиты и был воспитан женой солдата раджпутов. Следовательно, Шаху усыновил его в детстве.
После смерти Шаху Раджарам II был назначен новым чатрапати (15 декабря 1749), императором маратхов. Когда пешва Баладжи Баджи Рао отправился на границу Великих Моголов, Тарабай призвала Раджарама II снять его с поста пешвы. Когда Раджарам отказался, она заключила его в темницу в Сатаре 24 ноября 1750 года. Она утверждала, что он был самозванцем из Гондхали и она ложно представили его Шаху как своего внука. Его здоровье значительно ухудшилось во время этого заключения. Позже Тарабай подписал мирный договор с Баладжи Рао, признав его превосходство. 14 сентября 1752 года Тарабай и Баладжи Рао принесли клятву в храме Кхандоба в Джеджури, пообещав взаимный мир. На этой церемонии присяги Тарабай также поклялась, что Раджарам II не её внук, а самозванец из замка Гондхали. Тем не менее, пешва сохранил Раджарам II в качестве титульного чатрапати и номинального главы маратхского государства .

## Правление
Во время правления Раджарама II власть чатрапати, базирующегося в Сатаре, была почти полностью омрачена его наследственными пешвами, принадлежащими семье Бхат в Пуне, и другими военачальникам Маратхской империи, такими как Холкары, Гаеквад, Шинде и Бхонсле (Нагпур). Маратхская империя участвовала в постоянном конфликте с империей Дуррани, базирующейся в Афганистане. При нем произошла третья битва при Панипате (1761). Маратхи и Великие моголы подписали соглашение в 1752 году. Маратхи согласились помочь моголам победить внешнюю агрессию, а также внутренние восстания. Моголы согласились назначить пешву Баладжи Рао субадаром (губернатором) Аджмера и Агры. Маратхи также получили право собирать чаут из Лахора, Мултана, Синда, а также некоторых районов Гиссара и Морадабада. Тем не менее, император Великих Моголов также уступил Лахор и Мултан Ахмад-шаху Дуррани, чтобы умиротворить его. Кроме того, он не ратифицировал передачу маратхам территорий, управляемых раджпутами, таких как Аджмер. Это привело маратхов в конфликт с Дуррани, а также раджпутами . Мадхо Сингх обратился за помощью к Шуджа-уд-Дауле, а также к афганскому правителю Ахмад-шаху Дуррани (Абдали). Отношения маратхов и джатов также ухудшились во время правления Раджарама.
Ему наследовал другой усыновленный титульный правитель Шаху II (1763—1808), одновременно являвшийся раджой Сатары (1777—1808).